# Украинские политические организации в Российской империи
Украи́нские полити́ческие организа́ции в Росси́йской импе́рии — политические партии и общественно-политические объединения украинцев в Российской империи.

## Политические партии
- Революционная украинская партия (основана в 1900 году)
- Украинский социал-демократический союз (1900)
- Украинская народная партия (1902)
- Украинская демократическая партия (1904)
- Украинская радикальная партия (1904)
- Украинская демократическо-радикальная партия (1905)
- Украинская социал-демократическая рабочая партия (1905)
- Украинская партия социалистов-революционеров (1905)

## Общественно-политические и политические объединения
- Кирилло-Мефодиевское братство (1845)
- Старая громада (1861)
- Братство тарасовцев (1891)
- Общая украинская беспартийная демократическая организация (1897)
- Украинская громада (1905)
- Товарищество украинских прогрессистов (1908)
- Союз освобождения Украины (1914)

## Источник
- Висоцький О. Ю. Українські соціал-демократи та есери: досвід перемог і поразок. — Монографія. — К.: Основні цінності, 2004. — 272 с.